# 2016年リオデジャネイロオリンピックのバーレーン選手団
2016年リオデジャネイロオリンピックのバーレーン選手団（2016ねんリオデジャネイロオリンピックのバーレーンせんしゅだん）は、2016年8月5日から8月21日にかけてブラジルのリオデジャネイロで開催された2016年リオデジャネイロオリンピックのバーレーン選手団、およびその競技結果。

## 概要
今大会は金メダル1個、銀メダル1個、合計2個のメダルを獲得した。
陸上女子3000m障害でルース・ジェベトが金メダルを獲得した。

## メダル
| メダル | 選手名           | 競技 | 種目          |
| ------ | ---------------- | ---- | ------------- |
| 金     | ルース・ジェベト | 陸上 | 女子3000m障害 |
| 銀     | ユニス・キルワ   | 陸上 | 女子マラソン  |